# François Hamelin
François Hamelin (ur. 18 grudnia 1986 w Lévis) – kanadyjski łyżwiarz szybki, specjalizujący się w short tracku, drużynowy mistrz olimpijski z Vancouver, wielokrotny medalista mistrzostw świata.
Brat Charlesa Hamelina, również łyżwiarza szybkiego specjalizującego w short tracku.

## Przebieg kariery
Kanadyjczyk debiutował na arenie międzynarodowej w 2005 roku, startując w rozgrywanych w Belgradzie mistrzostwach świata juniorów. Brał udział w czterech konkurencjach biegowych (500, 1000, 1500 i sztafeta na 2000 metrów). Zdobył jedynie brązowy medal w konkurencji sztafet, razem z Mathieu Giroux i Guillaume Bastille. W sezonie 2005/2006 również startował tylko na mistrzostwach świata juniorów, na których tym razem wywalczył dwa medale – indywidualnie brąz w konkurencji biegowej na dystansie 1000 metrów oraz srebro w sztafecie, razem z Nicholasem Beanem i Joelem Mineau.
W 2008 po raz pierwszy brał udział w mistrzostwach świata seniorów. W ramach rozgrywanego w Gangneungu czempionatu startował we wszystkich konkurencjach poza superfinałem. Udało mu się zdobyć jedynie srebrny medal w konkurencji sztafet. Ponadto w sezonie 2007/2008 zaliczył pierwsze starty w konkursach Pucharu Świata – w ich ramach Kanadyjczykowi udało się nawet dwukrotnie stanąć na podium, po konkursie biegowym na 500 m w Salt Lake City, jak również po konkursie biegu sztafet 5000 m w Quebecu.
W sezonie Pucharu Świata 2008/2009 po raz pierwszy w karierze odniósł pucharowe zwycięstwo. Dokonał tego po konkursie sztafet 5000 m w Nagano, a później też w Sofii.
W 2010 po raz pierwszy w karierze reprezentował swój kraj na zimowych igrzyskach olimpijskich. W ramach olimpijskich zmagań w Vancouver wystartował indywidualnie na dystansie 1000 metrów oraz w rywalizacji sztafet. Indywidualnie zajął 5. pozycję z czasem 1:25,206, natomiast kanadyjska sztafeta z jego udziałem uzyskała w finale A czas 6:44,224 i zdobyła złoty medal olimpijski. Po igrzyskach wziął udział w mistrzostwach świata, na których wywalczył jedyny w karierze medal mistrzostw świata w indywidualnej rywalizacji. W Sofii Kanadyjczyk sięgnął po srebrny medal w konkurencji 500 metrów, o 0,7 sekundy przegrywając z Liang Wenhao.
W 2011 po raz pierwszy w karierze wywalczył złoty medal mistrzostw świata, dokonał tego w konkursie sztafet 5000 m, który rozegrano na mistrzostwach w Sheffield.
W 2014 ponownie reprezentował Kanadę na zimowych igrzyskach olimpijskich. W Soczi startował indywidualnie na dystansie 1500 metrów i zajął 9. pozycję po uzyskaniu rezultatu czasowego 2:21,592 w finale B oraz drużynowo, biorąc jedynie udział w półfinale – reprezentanci Kanady razem z nim uzyskali czas 6:48,186 i tym rezultatem nie awansowali do finału A. Został zgłoszony do reprezentowania swego kraju na zimowych igrzyskach olimpijskich w Pjongczangu w 2018 roku, jednak nie wystartował w żadnej z konkurencji rozegranych na tych igrzyskach.
5 czerwca 2018  ogłosił zakończenie kariery sportowej.
W swej karierze Hamelin brał czterokrotnie udział w drużynowych mistrzostwach światach w short tracku, za każdym razem wywalczając medal.

## Osiągnięcia
| Rok | Zawody                       | Miasto         | Miejsce | Konkurencja       | Wynik    | Źródło       |
| --- | ---------------------------- | -------------- | ------- | ----------------- | -------- | ------------ |
| 2005 | Mistrzostwa świata juniorów  | Belgrad        | 16.     | 500 m             | 1:05,168 | [ 3 ] [ 20 ] |
| 2005 | Mistrzostwa świata juniorów  | Belgrad        | 38.     | 1000 m            | DQ       | [ 3 ]        |
| 2005 | Mistrzostwa świata juniorów  | Belgrad        | 19.     | 1500 m            | 2:26,330 | [ 3 ]        |
| 2005 | Mistrzostwa świata juniorów  | Belgrad        | 20.     | wielobój          | 0 (73)   | [ 3 ]        |
| 2005 | Mistrzostwa świata juniorów  | Belgrad        | 3.      | sztafeta          | 2:50,267 | [ 3 ]        |
| 2006 | Mistrzostwa świata juniorów  | Miercurea-Ciuc | 11.     | 500 m             | 0:43,665 | [ 4 ]        |
| 2006 | Mistrzostwa świata juniorów  | Miercurea-Ciuc | 3.      | 1000 m            | 1:29,405 | [ 4 ]        |
| 2006 | Mistrzostwa świata juniorów  | Miercurea-Ciuc | 19.     | 1500 m            | 2:25,889 | [ 4 ]        |
| 2006 | Mistrzostwa świata juniorów  | Miercurea-Ciuc | 4.      | superfinał 1500 m | 2:24,407 | [ 4 ]        |
| 2006 | Mistrzostwa świata juniorów  | Miercurea-Ciuc | 7.      | wielobój          | 21       | [ 4 ]        |
| 2006 | Mistrzostwa świata juniorów  | Miercurea-Ciuc | 2.      | sztafeta          | 2:49,501 | [ 4 ]        |
| 2008 | Mistrzostwa świata           | Gangneung      | 7.      | 500 m             | 0:42,651 | [ 5 ]        |
| 2008 | Mistrzostwa świata           | Gangneung      | 9.      | 1000 m            | 1:27,650 | [ 5 ]        |
| 2008 | Mistrzostwa świata           | Gangneung      | 21.     | 1500 m            | DQ       | [ 5 ]        |
| 2008 | Mistrzostwa świata           | Gangneung      | 11.     | wielobój          | 0 (37)   | [ 5 ]        |
| 2008 | Mistrzostwa świata           | Gangneung      | 2.      | sztafeta          | 6:52,318 | [ 5 ]        |
| 2008 | Drużynowe mistrzostwa świata | Harbin         | 2.      | n/a               | 32       | [ 16 ]       |
| 2009 | Mistrzostwa świata           | Wiedeń         | DSQ     | sztafeta          | –        | [ 21 ]       |
| 2009 | Drużynowe mistrzostwa świata | Heerenveen     | 2.      | n/a               | 34       | [ 17 ]       |
| 2010 | Zimowe igrzyska olimpijskie  | Vancouver      | 5.      | 1000 m            | 1:25,206 | [ 10 ]       |
| 2010 | Zimowe igrzyska olimpijskie  | Vancouver      | 1.      | 5000 m            | 6:44,224 | [ 10 ]       |
| 2010 | Mistrzostwa świata           | Sofia          | 2.      | 500 m             | 0:41,456 | [ 11 ]       |
| 2010 | Mistrzostwa świata           | Sofia          | 13.     | 1000 m            | 1:58,768 | [ 11 ]       |
| 2010 | Mistrzostwa świata           | Sofia          | 13.     | 1500 m            | 3:00,203 | [ 11 ]       |
| 2010 | Mistrzostwa świata           | Sofia          | 6.      | 3000 m            | b.d.     | [ 11 ]       |
| 2010 | Mistrzostwa świata           | Sofia          | 5.      | wielobój          | 24       | [ 11 ]       |
| 2010 | Mistrzostwa świata           | Sofia          | DSQ     | sztafeta          | –        | [ 11 ]       |
| 2010 | Drużynowe mistrzostwa świata | Bormio         | 2.      | n/a               | 36       | [ 18 ]       |
| 2011 | Mistrzostwa świata           | Sheffield      | 7.      | 500 m             | 1:13,490 | [ 12 ]       |
| 2011 | Mistrzostwa świata           | Sheffield      | 4.      | 1000 m            | 1:29,459 | [ 12 ]       |
| 2011 | Mistrzostwa świata           | Sheffield      | 11.     | 1500 m            | 2:26,690 | [ 12 ]       |
| 2011 | Mistrzostwa świata           | Sheffield      | 6.      | 3000 m            | 4:54,485 | [ 12 ]       |
| 2011 | Mistrzostwa świata           | Sheffield      | 8.      | wielobój          | 11       | [ 12 ]       |
| 2011 | Mistrzostwa świata           | Sheffield      | 1.      | sztafeta          | 6:52,731 | [ 12 ]       |
| 2011 | Drużynowe mistrzostwa świata | Warszawa       | 3.      | n/a               | 28       | [ 19 ]       |
| 2014 | Zimowe igrzyska olimpijskie  | Soczi          | 9.      | 1500 m            | 2:21,592 | [ 13 ]       |
| 2014 | Zimowe igrzyska olimpijskie  | Soczi          | 6.      | 5000 m            | 6:43,747 | [ 13 ]       |
| Pochyloną czcionką oznaczono wynik z ostatniego etapu danej konkurencji, z udziałem tego samego zawodnika/zawodników, z wykluczeniem etapu finałowego. Wartości cyfrowe podawane w nawiasie, w wynikach uzyskiwanych w konkurencji wieloboju, oznaczają sumę pozycji zajmowanych w klasyfikacji końcowej na dystansie 500, 1000 i 1500 metrów. Wartość PEN oznacza karę, której działanie jest praktycznie tożsame z dyskwalifikacją. |                              |                |         |                   |          |              |